# Мичуринский проспект
Мичу́ринский проспе́кт (южная часть проспекта в 1983—1992 годах носила название улица Пе́льше) — проспект в Западном административном округе города Москвы.
Проходит от улицы Косыгина до Озёрной площади, после которой на пересечении с проектируемым проездом № 6563 вливается в Озёрную улицу, которая после МКАД переходит в Боровское шоссе. Пересекает Университетский проспект, Ломоносовский проспект (площадь Индиры Ганди), Раменский бульвар, улицу Лобачевского, Никулинскую улицу. Слева примыкают улицы Академика Хохлова, Колмогорова, Шувалова, Светланова, Удальцова, проезд Олимпийской Деревни; справа — Столетова, Винницкая, проектируемые проезды № 6093 и 1523. Нумерация домов ведётся от улицы Косыгина.

## Происхождение названия
Название XX века, присвоено в 1956 году в честь Ивана Мичурина, советского садовода-селекционера.

## История

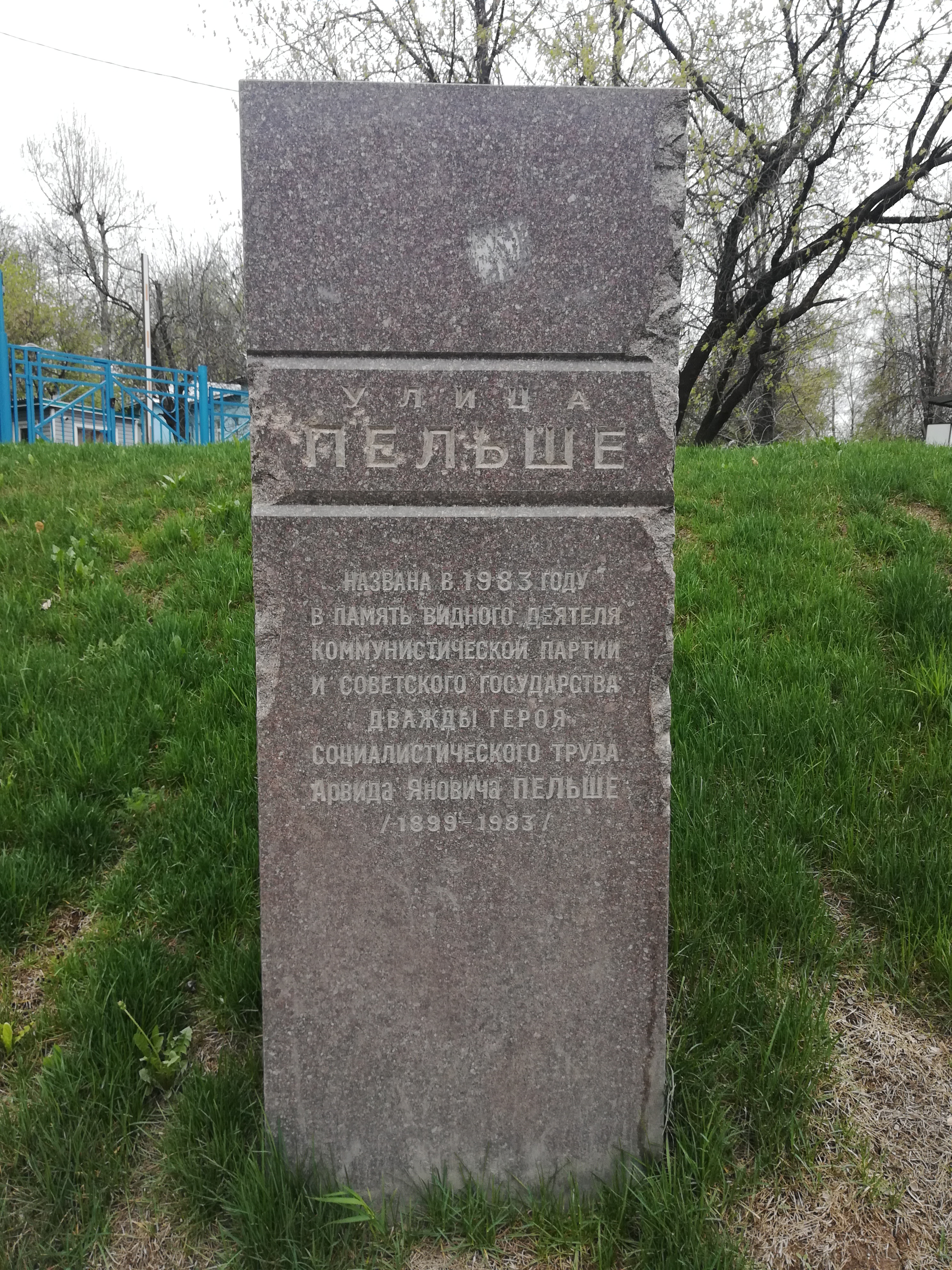
Памятная стела

В рамках Генерального плана 1935 года реконструкции Москвы трасса под условным названием «Западный луч» планировалась от проектируемого Дворца Советов (на месте нынешнего храма Христа Спасителя), пересекающей Москву-реку в районе смотровой площадки на Воробьевых горах, и идущей к юго-западной окраине Москвы. После Великой Отечественной войны в ходе застройки юго-запада города трасса реализована частично, начинаясь от Воробьёвых гор. В 1956 году получила название Мичуринский проспект, поскольку на него выходит Ботанический сад МГУ.
В 1983 году южная часть проспекта от памятной стелы в районе пересечения с улицей Лобачевского до нынешней Озёрной площади переименована в улицу Пельше в честь Арвида Пельше (1899—1983), латышского коммуниста, участника Октябрьской революции, члена Политбюро ЦК КПСС. В 1992 году этой части возвращено первоначальное название. В результате у домов в Олимпийской деревне, которым после проведения Олимпиады была присвоена нумерация по улице Пельше, появились «двойники» в начале Мичуринского проспекта. Номера домов в Олимпийской деревне решено было не менять, поэтому жители Олимпийской деревни стали обладателями двойных адресов. На штампе в паспорте они выглядят так: «Москва, Мичуринский проспект, Олимпийская деревня, д. …, кв. …».

## Примечательные здания и сооружения
По нечётной стороне:
- № 1 — Научно-исследовательский институт механики МГУ имени М. В. Ломоносова.
- № 3 — Никулинская межрайонная прокуратура Западного административного округа.
- № 15 корп. 1 — Московская международная школа № 1498
- № 17/1 — Никулинский районный суд.
- № 17 корп. 2 — ОВД «Раменки».
- № 19 корп. 4, 5 — поликлиники ОАО «Газпром».
- № 23 — Центр образования № 1498.
- № 29 корп. 5 — отдел по Западному АО главного управления федеральной службы судебных приставов по г. Москве.
- № 31 корп. 4 — Сбербанк России. Дополнительный офис № 9038/01501.
- № 39 — Жилой комплекс «Дипломат».
- № 47 — Почтовое отделение № 607 (119607).

По чётной стороне:
- № 6 — Объединённая больница с поликлиникой Управления делами Президента РФ.
- № 8/29 — Гостиница «Университетская».
- № 12 корп. 2 — Общежитие МГУПИ и ГУВШЭ.
- № 16 — жилой дом. Здесь жил академик А. М. Емельянов[3]
- № 54 корп. 3 — жилой дом. Здесь жил учёный-механик Е. А. Девянин[4].
- № 62 — Еврейская средняя общеобразовательная школа «Мигдал-Ор».
- № 70 — Академия ФСБ.
- № 74 — Детская поликлиника № 18.

На площади Индиры Ганди (на пересечении с Ломоносовским проспектом) установлены памятники Индире Ганди и Махатме Ганди.
До 2002 года существовал железнодорожный переезд через проспект в районе площади Индиры Ганди через подъездной путь железобетонного завода от станции Очаково II.

## Транспорт

### Метро
- «Ломоносовский проспект» — на пересечении с Ломоносовским проспектом
- «Раменки» — на пересечении с Раменским бульваром и Винницкой улицей
- «Мичуринский проспект» (КСЛ) — на пересечении с улицей Удальцова
- «Мичуринский проспект» (БКЛ) — на пересечении с улицей Удальцова
- «Озёрная» — на Озёрной площади

### Железнодорожный транспорт
- Станция «Очаково» — на пересечении улиц Наташи Ковшовой и Пржевальского

### Автобус
До проспекта можно добраться автобусами: м17, т34, 119, 266 от станции метро «Киевская»; 1, т49, 67, 103, 111, 113, 119, 130, 187, 260, 266, 464, 470, 487, 661, 845, 908 от станции метро «Университет»; 908 от станции метро «Нахимовский проспект»; 908 от станции метро «Каширская»; 67, 119 от станции метро «Академическая»; т49, 57, 67, 130, 487, 845, 908 от станции метро «Профсоюзная»; 1, 103 от станции метро «Новые Черёмушки»; 1, 226, 699 от станции метро «Калужская»; 261, 330, 699, 752 от станции метро «Беляево»; 699 от станции метро «Коньково»; 58, 103, 464 от станции метро «Славянский бульвар»; 58, 103, 130, 187, 260, 464, 470, 908 от станции метро «Минская»; 130, 260, 908 от станции метро «Филёвский парк»; 470 от станции метро «Фили»; 120, 715, 793, 830, с17 от станции метро «Проспект Вернадского»; м4, 66, 226, 261, 329, 330, 374, 520, 610, 630, 667, 688, 688к, 699, 718, 752, 785, 950, н11 от станции метро «Юго-Западная» до станции метро «Озёрная».
- м17: от станции метро «Ломоносовский проспект» до станции метро «Озёрная»
- 58: от станции метро «Ломоносовский проспект» до улицы Косыгина
- 266: от станции метро «Ломоносовский проспект» до улицы Косыгина
- 325: от станции метро «Ломоносовский проспект» до Раменского бульвара и от улицы Удальцова до станции метро «Мичуринский проспект»
- 459: от станции метро «Мичуринский проспект» до станции метро «Озёрная»
- 494: от Раменского бульвара до проектируемого проезда 3538
- 572: от станции метро «Ломоносовский проспект» до станции метро «Озёрная»
- 661: от станции метро «Ломоносовский проспект» до улицы Удальцова
- 715: от улицы Раменки и проектируемого проезда 3538 до станции метро «Ломоносовский проспект» — далее заезд к МГУ — и от станции метро «Ломоносовский проспект» до Университетского проспекта, обратно от станции метро «Ломоносовский проспект» до проектируемого проезда 3538 и улицы Раменки
- 785: от улицы Лобачевского до станции метро «Озёрная»
- 793: от улицы Лобачевского до станции метро «Озёрная»
- 830: от улицы Лобачевского до станции метро «Озёрная», обратно от станции метро «Озёрная» до улицы Удальцова
- 845: от станции метро «Ломоносовский проспект» до Раменского бульвара, обратно от проектируемого проезда 3538 до станции метро «Ломоносовский проспект»